# Jambles
Jambles est une commune française située dans le département de Saône-et-Loire, en région Bourgogne-Franche-Comté.
Le village est spécialisé dans le domaine viticole.

## Géographie

### Localisation
Jambles est située en Bourgogne, dans le département de Saône-et-Loire, sur la côte chalonnaise, à 4 kilomètres de Givry et à un peu plus de 10 kilomètres de Chalon-sur-Saône.

### Communes limitrophes

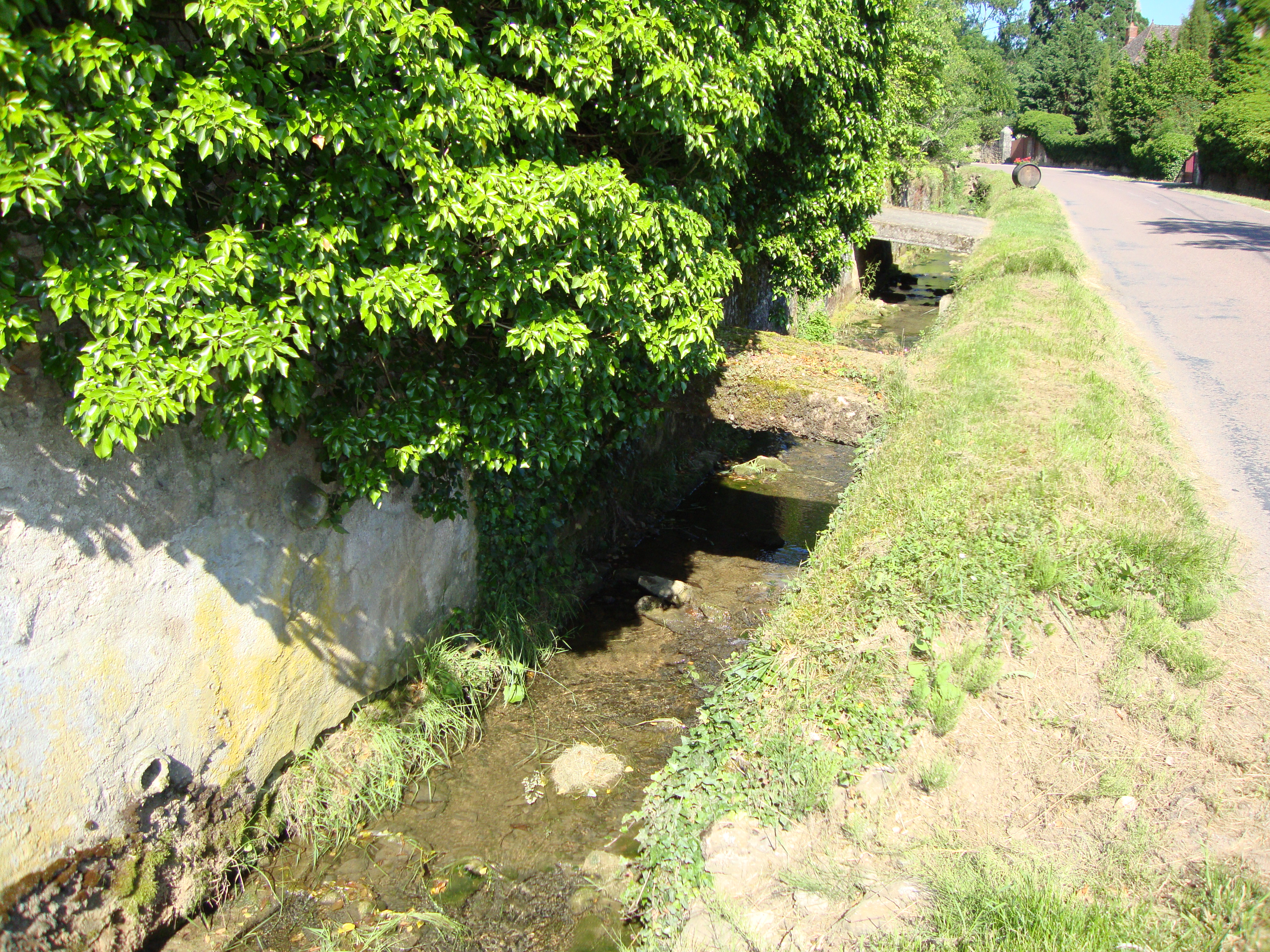
Ruisseau de Jambles.

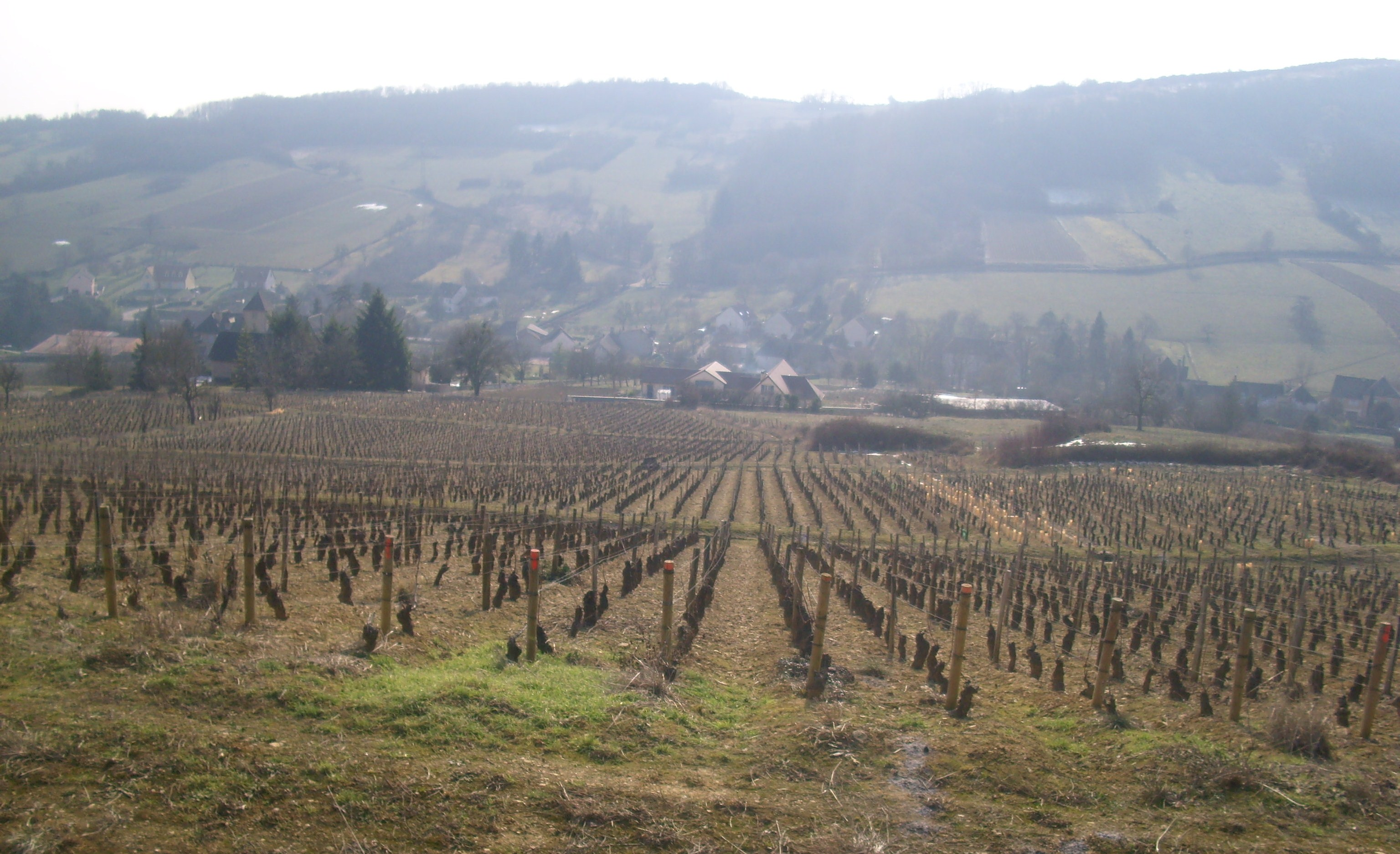
Paysage de Jambles.

### Accès et transports
Le village est situé à proximité des grands axes de circulation, à 11 kilomètres de l'autoroute A6 (Chalon-sur-Saône), à 14 kilomètres des voies ferrées ligne de Paris-Lyon à Marseille-Saint-Charles, à 20 kilomètres de LGV Sud-Est (TGV) (Le Creusot) et à 3 kilomètres de la route nationale 80 Chalon-Moulins.

### Hydrographie
- Le « Prat » prend sa source à Jambles (lieu-dit les Charpennes). Il traverse la gravière à Cocloye, le moulin Gaudillot, le moulin de Granges et se jette dans la rivière de Granges comme le ruisseau de Saint Désert. Ce ruisseau de Jambles alimentait tous les moulins à eau du village : Moulins Parot, moulin Berthenet, moulin François Patigniez, moulin du Bourg et celui de Grachet-Delarue ; enfin le moulin Gadant et le moulin neuf.
- La rivière de Granges se jette dans la rivière des Curles en passant par le moulin Gaudillot.
- La rivière des Curles se jette dans la Corne en passant par les moulins de la Charmée, d'Hirley, Moissonnier, Fredin, de Droux (près du péage de l'A6)[1].
- La Corne se jette dans la Saône en amont du Pont de Bresse.
- L'Orbise (21,2 km) prend sa source sur la commune de Chatel-Moron à 440 m au lieu-dit le Paquier du Chêne à proximité du Bois de Jambles. Elle se jette dans la Corne à l'est de Cortelain en amont du Moulin de Droux sur la commune de Saint-Rémy.

### Géologie et relief
La commune est située sur des versants au sous-sol calcaire, sur des sols argilo-calcaires.
Ce territoire est très vallonné (altitude de 234 mètres à 495 mètres) sur ces 826 hectares, avec 130 hectares couverts de bois dont 40 hectares sont en douglas et exploités par l'Office national des forêts. La vigne représente 90 hectares.
Cette commune se situe au pied du mont Avril (420m).

### Climat
Pour des articles plus généraux, voir Climat de la Bourgogne-Franche-Comté et Climat de Saône-et-Loire.
En 2010, le climat de la commune est de type climat océanique dégradé des plaines du Centre et du Nord, selon une étude du Centre national de la recherche scientifique s'appuyant sur une série de données couvrant la période 1971-2000. En 2020, Météo-France publie une typologie des climats de la France métropolitaine dans laquelle la commune est dans une zone de transition entre le climat océanique altéré et le climat océanique altéré et est dans la région climatique Bourgogne, vallée de la Saône, caractérisée par un bon ensoleillement (1 900 h/an), un été chaud (18,5 °C), un air sec au printemps et en été et des vents faibles.
Pour la période 1971-2000, la température annuelle moyenne est de 11 °C, avec une amplitude thermique annuelle de 17,6 °C. Le cumul annuel moyen de précipitations est de 839 mm, avec 11,7 jours de précipitations en janvier et 7,2 jours en juillet. Pour la période 1991-2020, la température moyenne annuelle observée sur la station météorologique de Météo-France la plus proche, « Chalon-Champforgueil », sur la commune de Champforgeuil à 12 km à vol d'oiseau, est de 11,4 °C et le cumul annuel moyen de précipitations est de 736,5 mm. 
La température maximale relevée sur cette station est de 39,7 °C, atteinte le 12 août 2003 ; la température minimale est de −17,6 °C, atteinte le 20 décembre 2009,,.
Les paramètres climatiques de la commune ont été estimés pour le milieu du siècle (2041-2070) selon différents scénarios d'émission de gaz à effet de serre à partir des nouvelles projections climatiques de référence DRIAS-2020. Ils sont consultables sur un site dédié publié par Météo-France en novembre 2022.

#### Dijon
Pour la ville de Dijon (316 m), les valeurs climatiques jusqu'à 1990 :
| Mois                              | jan. | fév. | mars | avril | mai  | juin | jui. | août | sep. | oct. | nov. | déc. | année |
| --------------------------------- | ---- | ---- | ---- | ----- | ---- | ---- | ---- | ---- | ---- | ---- | ---- | ---- | ----- |
| Température minimale moyenne (°C) | −1   | 0,1  | 2,2  | 5     | 8,7  | 12   | 14,1 | 13,7 | 10,9 | 7,2  | 2,5  | −0,2 | 6,3   |
| Température moyenne (°C)          | 1,6  | 3,6  | 6,5  | 9,8   | 13,7 | 17,2 | 19,7 | 19,1 | 16,1 | 11,3 | 5,6  | 2,3  | 10,5  |
| Température maximale moyenne (°C) | 4,2  | 7    | 10,8 | 14,7  | 18,7 | 22,4 | 25,3 | 24,5 | 21,3 | 15,5 | 8,6  | 4,8  | 14,8  |
| Précipitations (mm)               | 49,2 | 52,5 | 52,8 | 52,2  | 86,3 | 62,4 | 51   | 65,4 | 66,6 | 57,6 | 64,2 | 62   | 732,2 |

#### Mâcon
Pour la ville de Mâcon (216 m), les valeurs climatiques de 1961 à 1990 :
| Mois                              | jan. | fév. | mars | avril | mai  | juin | jui. | août | sep. | oct. | nov. | déc. | année |
| --------------------------------- | ---- | ---- | ---- | ----- | ---- | ---- | ---- | ---- | ---- | ---- | ---- | ---- | ----- |
| Température minimale moyenne (°C) | −0,6 | 0,7  | 2,5  | 5,2   | 8,9  | 12,3 | 12,4 | 13,9 | 11,1 | 7,5  | 2,9  | 0,1  | 6,6   |
| Température moyenne (°C)          | 2,1  | 4    | 6,8  | 10    | 13,9 | 17,5 | 20,1 | 19,4 | 16,4 | 11,7 | 6    | 2,7  | 10,9  |
| Température maximale moyenne (°C) | 4,9  | 7,3  | 11,1 | 14,8  | 18,9 | 22,8 | 25,7 | 24,9 | 21,7 | 15,9 | 9,1  | 5,3  | 15,2  |
| Précipitations (mm)               | 66,3 | 60,9 | 58,7 | 69,4  | 85,9 | 74,7 | 58,1 | 77,1 | 75,7 | 71,7 | 72,7 | 70,4 | 841,4 |

## Urbanisme

### Typologie
Au 1er janvier 2024, Jambles est catégorisée commune rurale à habitat dispersé, selon la nouvelle grille communale de densité à sept niveaux définie par l'Insee en 2022.
Elle est située hors unité urbaine. Par ailleurs la commune fait partie de l'aire d'attraction de Chalon-sur-Saône, dont elle est une commune de la couronne,. Cette aire, qui regroupe 109 communes, est catégorisée dans les aires de 50 000 à moins de 200 000 habitants,.

### Occupation des sols
L'occupation des sols de la commune, telle qu'elle ressort de la base de données européenne d’occupation biophysique des sols Corine Land Cover (CLC), est marquée par l'importance des territoires agricoles (72,9 % en 2018), en diminution par rapport à 1990 (74 %). La répartition détaillée en 2018 est la suivante : zones agricoles hétérogènes (41,7 %), prairies (19,4 %), forêts (16 %), cultures permanentes (11,8 %), milieux à végétation arbustive et/ou herbacée (6,9 %), zones urbanisées (4,2 %). L'évolution de l’occupation des sols de la commune et de ses infrastructures peut être observée sur les différentes représentations cartographiques du territoire : la carte de Cassini (XVIIIe siècle), la carte d'état-major (1820-1866) et les cartes ou photos aériennes de l'IGN pour la période actuelle (1950 à aujourd'hui).

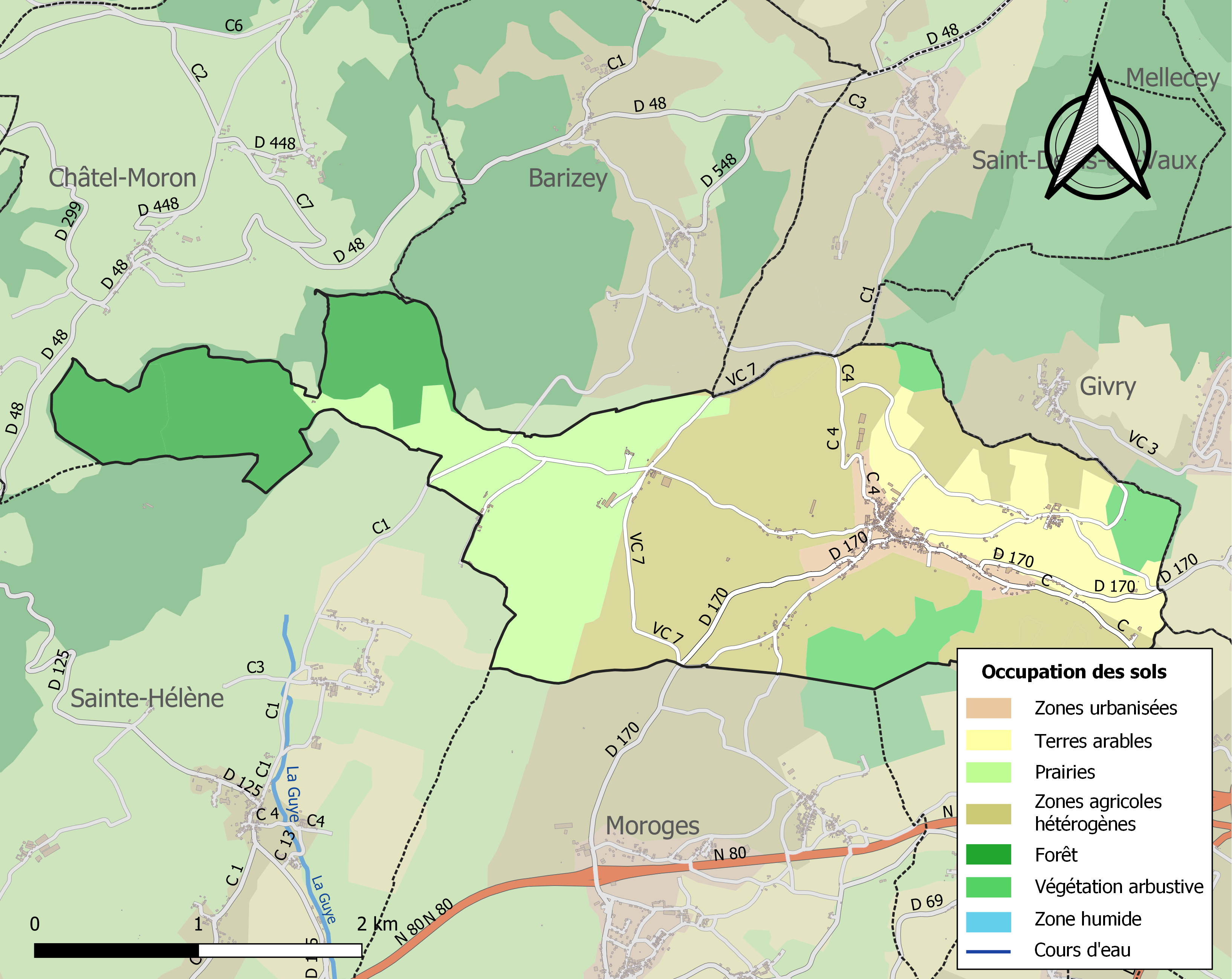
Carte des infrastructures et de l'occupation des sols de la commune en 2018 (CLC).

## Toponymie
Différentes chartes de l'abbaye de Cluny mentionnent le village sous diverses appellations : Gemulense, Gemulasense, Jemulacense. Jambles se situant entre deux collines jumelles : Le « Mont Avril » et le « Santon », certains auteurs y voient une référence à l'appellation Jemulacensis. M. Houze donne un autre sens pour Gemula qui veut dire la triste ; enfin des archéologues pensent à des altérations successives passant de Gemula à Geml'ae, puis à Gemblae pour finir en Jambles.

## Histoire

### Antiquité
Ce village était habité à l'époque gallo-romaine car il a été retrouvé des tuiles à rebord,.

### Moyen Âge à la Révolution.
Dès le IXe siècle, Jambles appartient à l'église puis à l'abbaye de Cluny et vers le XIe siècle à l'évêque de Chalon. Un cartulaire de Saint-Vincent de Chalon de 1263, mentionne la présence d'un établissement hospitalier qui reçoit des malades, des sans-abris et des voyageurs au lieu-dit la Maison-Dieu. Au XIIe siècle les chanoines du chapitre de la cathédrale Saint-Vincent de Chalon-sur-Saône rattachent Jambles à la vidamie du chapitre. À la même époque l'archidiaconé de Chalon comprend l'archiprêtré de la Montagne établi à Jambles qui comprend Givry, Buxy, Saint-Gengoux, Saint-Jean-de-Vaux et le mont Saint-Vincent. Fin du XVe, la commune appartient pour partie à l'abbaye bénédictine Saint-Pierre de Chalon-sur-Saône et pour partie aux seigneurs de Charnailles, savoir les familles de Ciry, de Distenne, puis Marloud (1628-1710), de Mucie (1714-1731), enfin Cortois-Humbert (1731-1789). À la Révolution, le château est vendu comme bien national, il revient sous l'empire à un officier des armées impériales, M. Pagan-Thorin.
L'ancienne église de Jambles se situait en haut du Santon, elle desservait également Russilly. Par la suite l'église actuelle de pur style clunisien se trouve au centre du village : le clocher et le chœur sont du XIe siècle et les chapelles latérales remaniées au XVe
Au XVe siècle, les passages de gens d'armes, les intempéries et les épidémies se succèdent dans la commune.
La « Confrérie Jambloise » voit le jour en 1508, en l'honneur du Saint-Sacrement. Une grande tempête s'abat sur la commune le 8 juin 1613. Il y a entre 1614 et 1630, des gens d'armes, des gelées, de la grêle, de la sécheresse, des orages entraînant des disettes et des épidémies de peste. La nuit du 15 au 16 mai 1736, survient une gelée qui touche très durement le vignoble et le 31 juillet 1737, c'est un gros orage de grêle qui touche la vigne.

### Période contemporaine[19]

#### XIXesiècle
En 1814, les Autrichiens passent et réquisitionnent des produits dans le village. Création en 1859 de la « Société de secours mutuels Saint-Vincent ». En 1879, le phylloxéra envahit le vignoble de Jambles. À la fin du XIXe siècle, il y a à Jambles un exploitant de carrière, deux maçons, deux forgerons, deux charpentiers, deux meuniers, un boulanger, un boucher, quatre bouilleurs d'eau-de-vie, un épicier, un huilier, deux merciers, quatre aubergistes, deux voituriers et un notaire.

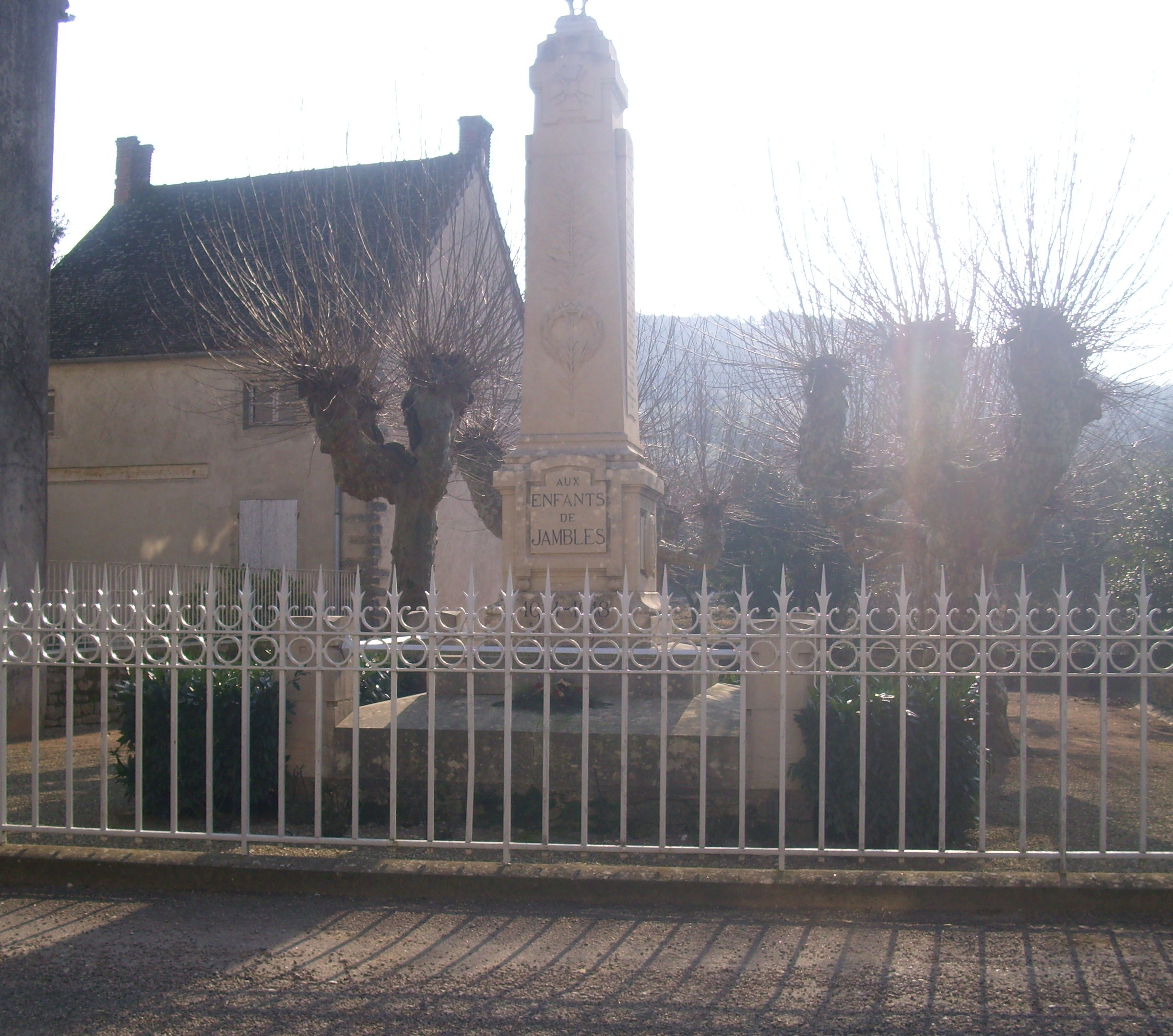
Le monument aux morts.

#### XXesiècle
Le monument aux morts est érigé en 1920, à la mémoire des trente Jamblois morts lors de la Première Guerre mondiale. L'électricité arrive vers 1930.
La ligne haute tension de Chalon-Montchanin passant par le Mont-Avril est sabotée en mai et juin 1944, les Allemands menacent donc d'incendier le village. Le 11 juillet 1944, un camion de résistants se heurte à une équipe du service agricole allemand, une fusillade s'ensuit et plusieurs Allemands sont tués. Un officier allemand blessé est soigné par les habitants, ce qui épargne probablement de lourdes représailles au village dont plusieurs habitants sont maquisards.
Après la fin de la Seconde Guerre mondiale, il y a dans la commune un boulanger, trois épiciers-merciers, deux aubergistes, deux bouilleurs d'eau-de-vie, deux marchands de vin, un menuisier, un maçon, un sabotier, un perruquier, un cantonnier, un garde-champêtre, un notaire et un voiturier. L'eau courante est installée vers 1960.

#### XXIesiècle
Avec la canicule de 2003, les vendanges débutèrent pour certains domaines cette année-là à la mi-août, soit avec un mois d'avance, des vendanges très précoces qui ne s'étaient pas vues depuis 1422 et 1865 d'après les archives. En janvier 2004, Jambles a rejoint la communauté d'agglomération de Chalon Val de Bourgogne.

## Politique et administration

### Tendances politiques et résultats
Jambles est un village qui vote plutôt à droite. Depuis 1997, la droite est arrivée en tête dans 14 élections, la gauche dans 5 élections et une élection a vu la gauche et la droite à égalité,,,,,,,,,,,,,,,,,,.

### Administration municipale
Jambles dépend de la sous-préfecture de Saône-et-Loire à Chalon-sur-Saône. Le conseil municipal est composé de 11 membres conformément à l’article L2121-2 du Code général des collectivités territoriales. À l'issue des élections municipales de 2014, Luc Bertin-Boussu a été réélu maire de Jambles.

### Liste des maires
| Période                                  | Période   | Identité          | Étiquette | Qualité |
| ---------------------------------------- | --------- | ----------------- | --------- | ------- |
| mars 1959                                | mars 1977 | Roland Champion   |           |         |
| mars 1977                                | mars 2001 | Bernard Sarrazin  |           |         |
| mars 2001                                | mars 2008 | Annick Giraudet   | DVD       |         |
| mars 2008                                | En cours  | Luc Bertin-Boussu |           |         |
| Les données manquantes sont à compléter. |           |                   |           |         |

### Canton et intercommunalité
Cette commune est incluse dans le canton de Givry, comptant 12 057 habitants en 2007. En intercommunalité, ce village fait partie du Grand Chalon. Pierre Voarick est conseiller général de ce canton depuis 1998.

### Instances judiciaires et administratives
Dans le domaine judiciaire, la commune dépend aussi[Quoi ?] de la commune de Chalon-sur-Saône qui possède un tribunal d'instance et un tribunal de grande instance, d'un tribunal de commerce et d'un conseil des prud'hommes. Pour le deuxième degré de juridiction, elle dépend de la cour d'appel et de la cour administrative d'appel de Dijon.

### Jumelages
Au 1er janvier 2012, Jambles n'est jumelée avec aucune commune.

## Population et société

### Démographie

#### Évolution démographique
L'évolution du nombre d'habitants est connue à travers les recensements de la population effectués dans la commune depuis 1793. Pour les communes de moins de 10 000 habitants, une enquête de recensement portant sur toute la population est réalisée tous les cinq ans, les populations de référence des années intermédiaires étant quant à elles estimées par interpolation ou extrapolation. Pour la commune, le premier recensement exhaustif entrant dans le cadre du nouveau dispositif a été réalisé en 2007.

En 2022, la commune comptait 475 habitants, en évolution de −3,46 % par rapport à 2016 (Saône-et-Loire : −1,06 %, France hors Mayotte : +2,11 %).
| 1793 | 1800 | 1806 | 1821 | 1831 | 1836 | 1841 | 1846 | 1851 |
| ---- | ---- | ---- | ---- | ---- | ---- | ---- | ---- | ---- |
| 760  | 872  | 692  | 742  | 748  | 763  | 777  | 786  | 729  |

| 1856 | 1861 | 1866 | 1872 | 1876 | 1881 | 1886 | 1891 | 1896 |
| ---- | ---- | ---- | ---- | ---- | ---- | ---- | ---- | ---- |
| 699  | 682  | 733  | 705  | 733  | 816  | 791  | 765  | 733  |

| 1901 | 1906 | 1911 | 1921 | 1926 | 1931 | 1936 | 1946 | 1954 |
| ---- | ---- | ---- | ---- | ---- | ---- | ---- | ---- | ---- |
| 732  | 706  | 618  | 506  | 472  | 442  | 443  | 417  | 380  |

| 1962 | 1968 | 1975 | 1982 | 1990 | 1999 | 2006 | 2007 | 2012 |
| ---- | ---- | ---- | ---- | ---- | ---- | ---- | ---- | ---- |
| 383  | 382  | 350  | 427  | 432  | 475  | 491  | 492  | 493  |

| 2017 | 2022 | - | - | - | - | - | - | - |
| ---- | ---- | - | - | - | - | - | - | - |
| 490  | 475  | - | - | - | - | - | - | - |

#### Pyramide des âges
La population de la commune est relativement âgée. En 2018, le taux de personnes d'un âge inférieur à 30 ans s'élève à 27,1 %, soit en dessous de la moyenne départementale (30,4 %). À l'inverse, le taux de personnes d'âge supérieur à 60 ans est de 36,5 % la même année, alors qu'il est de 32,7 % au niveau départemental.
En 2018, la commune comptait 236 hommes pour 255 femmes, soit un taux de 51,93 % de femmes, légèrement supérieur au taux départemental (51,46 %).
Les pyramides des âges de la commune et du département s'établissent comme suit.
| Hommes | Classe d’âge | Femmes |
| ------ | ------------ | ------ |
| 1,7    | 90 ou +      | 2,4    |
| 12,1   | 75-89 ans    | 13,5   |
| 22,5   | 60-74 ans    | 20,8   |
| 24,2   | 45-59 ans    | 22,4   |
| 12,2   | 30-44 ans    | 13,9   |
| 14,8   | 15-29 ans    | 11,3   |
| 12,5   | 0-14 ans     | 15,7   |

| Hommes | Classe d’âge | Femmes |
| ------ | ------------ | ------ |
| 1      | 90 ou +      | 2,7    |
| 9,3    | 75-89 ans    | 12,5   |
| 20,7   | 60-74 ans    | 21,2   |
| 20,6   | 45-59 ans    | 20     |
| 16,5   | 30-44 ans    | 15,8   |
| 15,1   | 15-29 ans    | 12,8   |
| 16,7   | 0-14 ans     | 15     |

### Enseignement

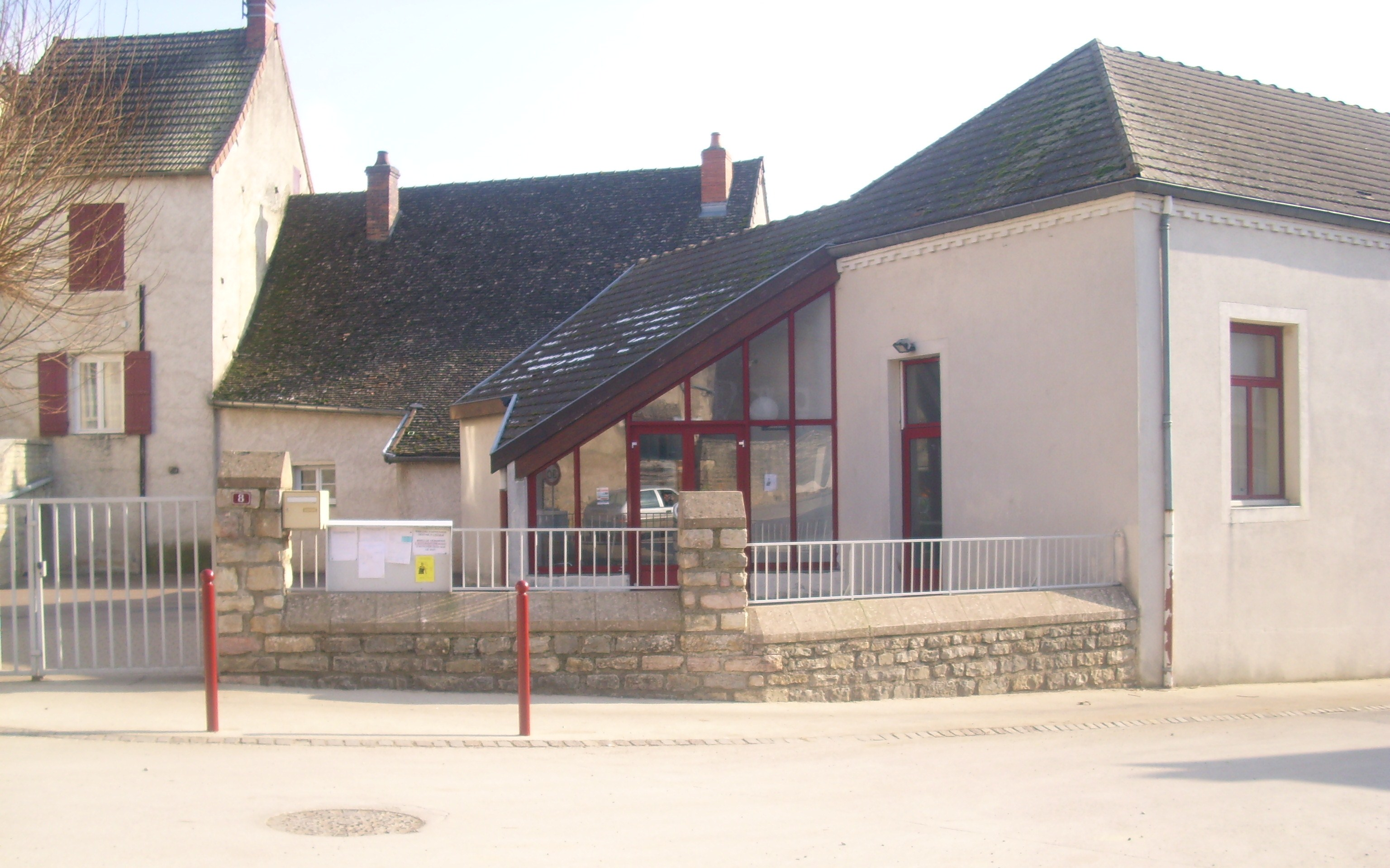
École.

La commune de Jambles est située dans l'académie de Dijon.
Ce village possède une micro-crèche avec une capacité de dix places pouvant recevoir 25 à 30 enfants suivant les plages horaires.
Le village possède une école de niveau élémentaire (maternelle et primaire) avec 18 élèves en 2015-2016. Le collège le plus proche est situé à Givry et les lycées les plus proches à Chalon-sur-Saône.

### Manifestations culturelles et festivités
Il peut être cité : la fête de la Saint-Vincent au mois de janvier, la fête patronale (Saint-Louis) fin août ; les feux de la Saint-Jean, la Fête du village. et tout ce qui est lié à l'entretien et la valorisation du patrimoine jamblois (journées du patrimoine, concerts, circuit Niépce...).

### Santé
Il y a un cabinet médical à Givry. L’hôpital le plus proche se situe à Chalon-sur-Saône.

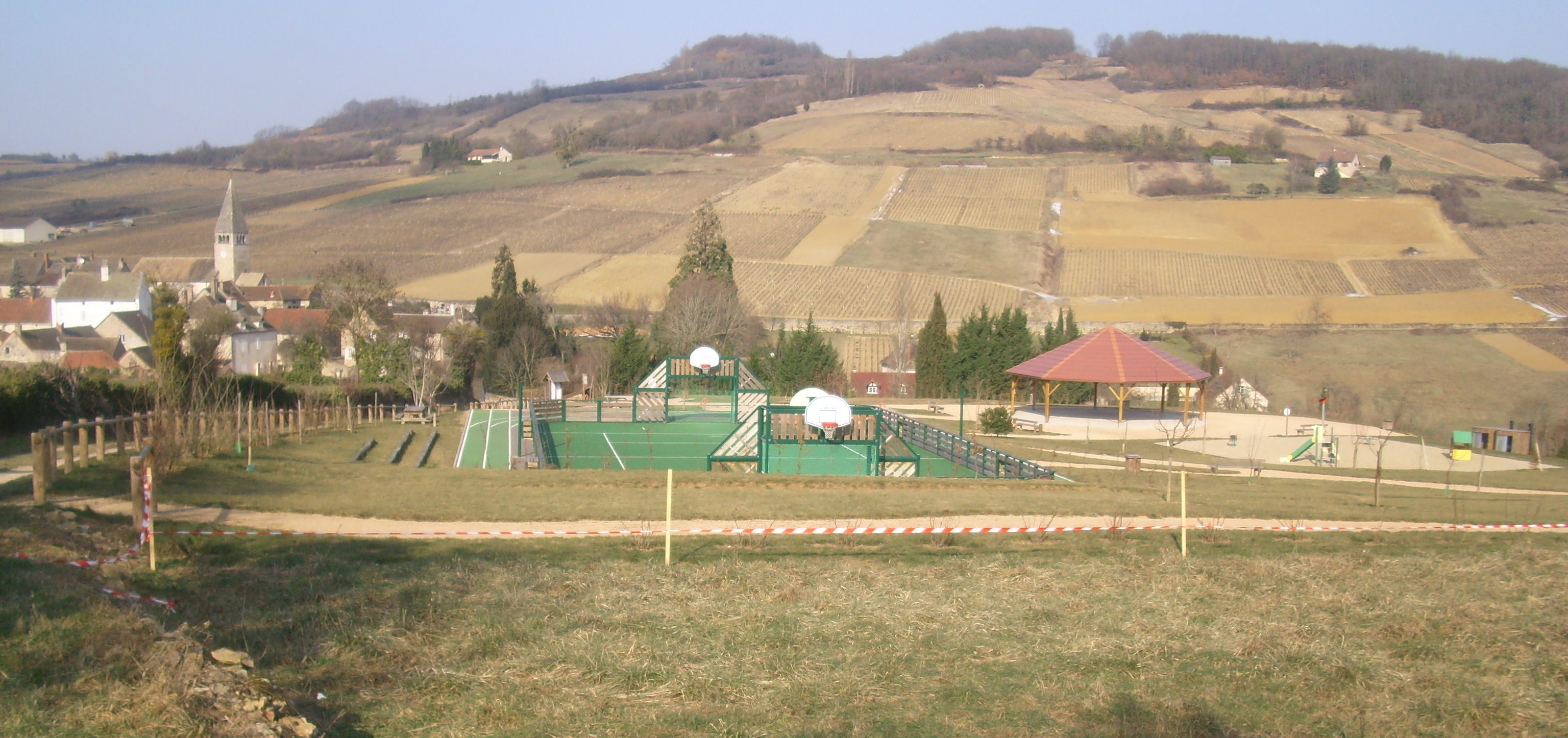
Aire de loisirs avec l'« agorespace ».

### Sports
De nombreux sentiers balisés dont les deux principaux sont « La balade verte » et « La promenade sur le mont-Avril » permettent la randonnée. Il y a également un « Agorespace ».Jambles est située sur le GR 7 (randonneurs et pèlerins venant d'Alsace, d'Allemagne notamment). Une course automobile (Rallye de la Côte Chalonnaise) en juillet passant par Jambles.

### Cultes
Culte catholique à l'église Saint-Bénigne au centre du village (paroisse Saint-Vincent-des-Buis).

### Écologie et recyclage
Le Grand Chalon gère la collecte de la commune. Il y a une collecte hebdomadaire des ordures ménagères. Les pelouses calcaires du mont Avril avec une flore particulière inventoriée par le Conservatoire naturel des sites bourguignons.

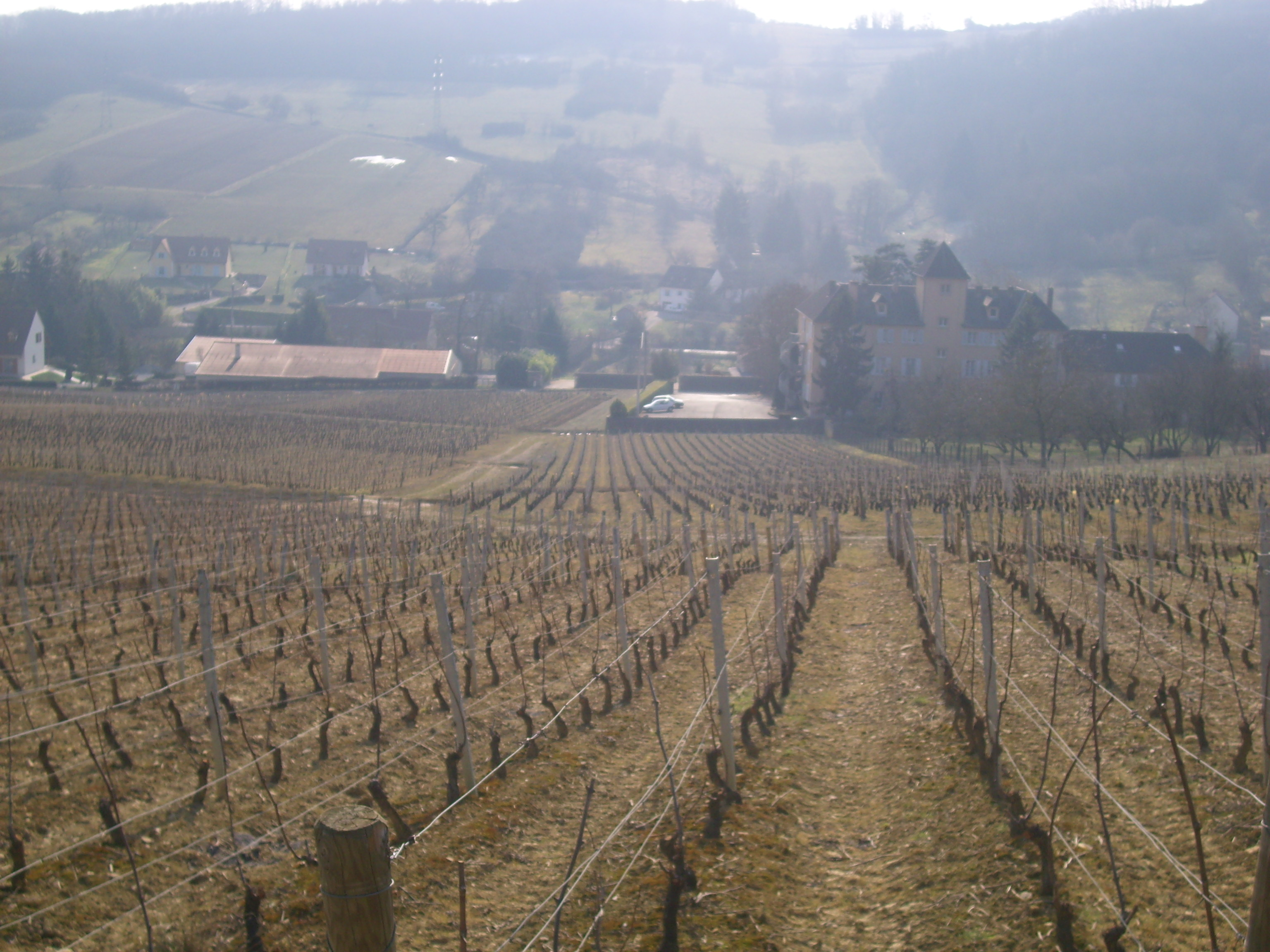
Vignes.

Les vignobles de la côte chalonnaise.

## Économie
C'est la viticulture qui est omniprésente dans la commune. Il y a aussi de l'agriculture avec de la culture de céréales, d'élevage bovin et d'élevage ovin. Il y a également un gîte dans cette commune.

### Vignoble
Jambles est un village viticole qui comprend 90 hectares de vigne et inclus dans les appellations Givry et Bourgogne côte-chalonnaise. Le cépage dominant dans la commune est le pinot noir (80 %). Il y a huit exploitations viticoles dans ce village.

## Culture locale et patrimoine

### Lieux et monuments

#### Classés ou inscrits aux monuments historiques
- L'église Saint-Bénigne de Jambles et son clocher roman du XIIe siècle,[30], fait l’objet d’un classement au titre des monuments historiques depuis le 9 juillet 1943[31]. La nef plafonnée se termine par un chœur roman précédé de deux chapelles (XVe) : elles sont dédiées, l’une à Notre-Dame de Pitié (à gauche), l’autre à sainte Anne (à droite). A gauche en entrant par la grande porte, les fonts baptismaux. La nef est éclairée par un lustre dont chacune des pampilles est ornée d’une croix prouvant bien sa destination religieuse dès la fabrication[32].
- Le moulin à vent de Charnailles fait l’objet d’une inscription au titre des monuments historiques depuis le 27 septembre 1961[33].
- La borne seigneuriale de Jambles de 1624, situé près de la grille d'entrée du château de Charnailles[30], fait l’objet d’un classement au titre des monuments historiques depuis le 19 juillet 1927[34].
- La statue de saint Antoine anachorète dit le Grand ou l'Égyptien (XVe siècle) classée MH le 10-5-1928.
- La croix du cimetière, classée au titre des Monuments historiques en 1943.

#### Autres lieux et monuments
- Château de Charnailles (XVe siècle) qui a été rebâti au XIXe siècle[30]. Ce château se situe sur une colline, en peu en dehors du bourg de Jambles, sur le hameau de Charnailles. Il est constitué avec l'édifice, d'une tour, d'un donjon et des vestiges de remparts[a 8].
- Le site naturel du mont Avril (à cheval également sur les communes voisines de Moroges et de Saint-Désert), géré par le Conservatoire d'espaces naturels de Bourgogne[Note 6]. Le sentier de découverte offre un bel aperçu des paysages et milieux naturels de la côte chalonnaise : vignobles, pelouses calcaires et leur diversité floristique, pierriers et petites corniches. Il permet en outre d'accéder à un point de vue sur la plaine de la Saône[35].
- Lavoirs.
- Croix anciennes.
- Une vieille maison à galerie sur la place du village.
- Le terrains de loisirs avec un agro-espace et un kiosque de 100 mètres2 pour les fêtes du village[b 21].

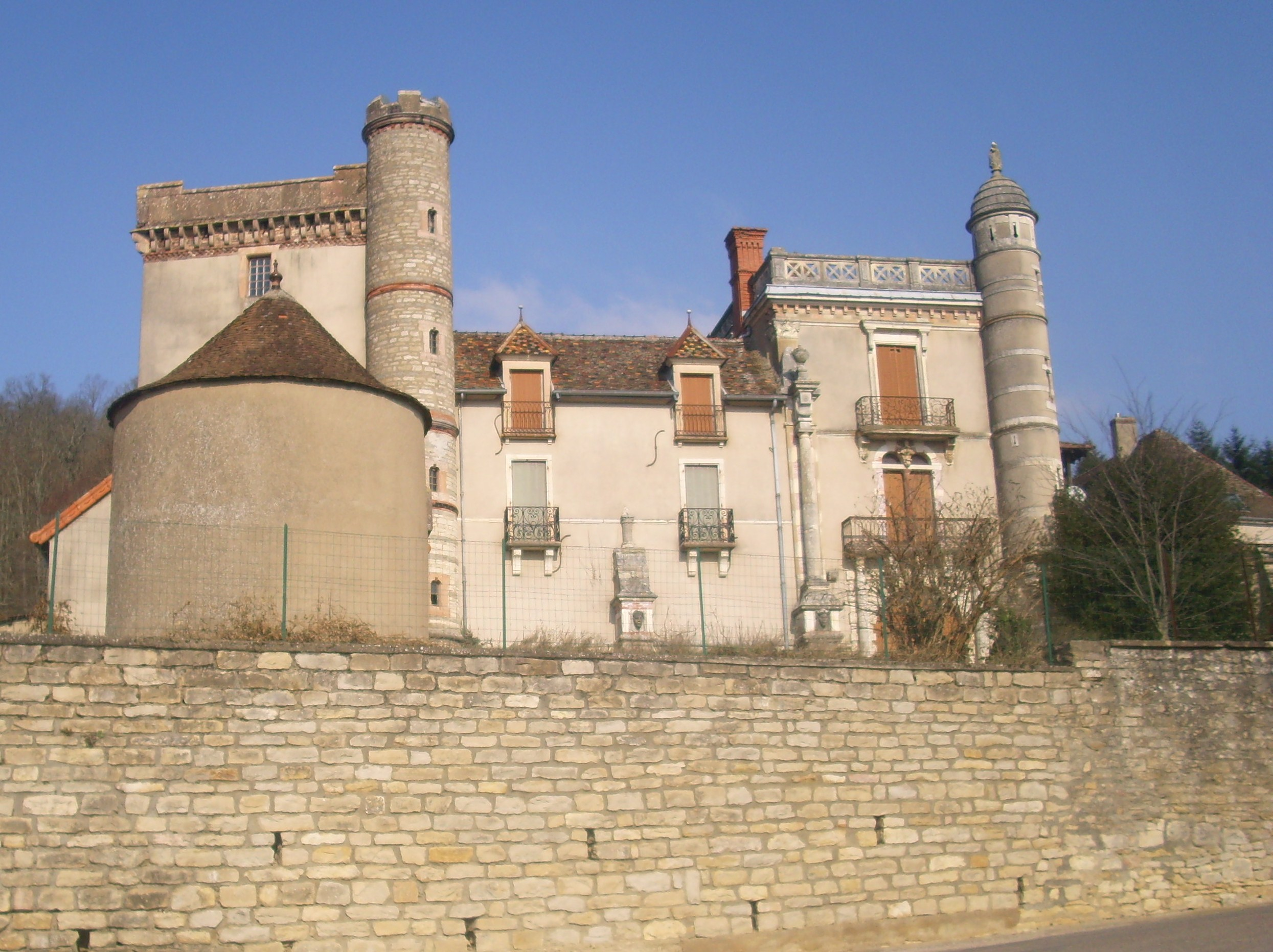
Château de Charnailles.
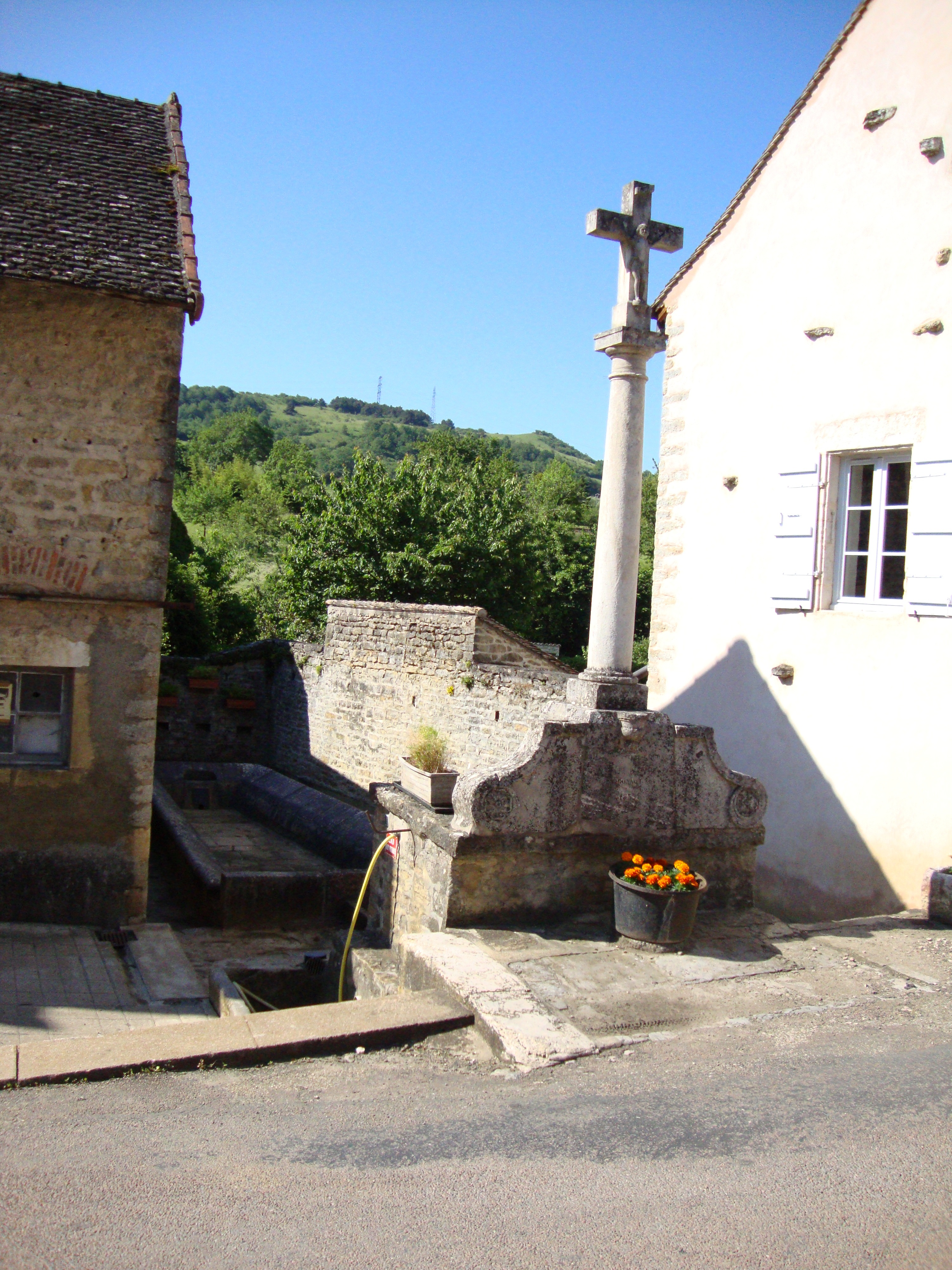
Croix et lavoir.
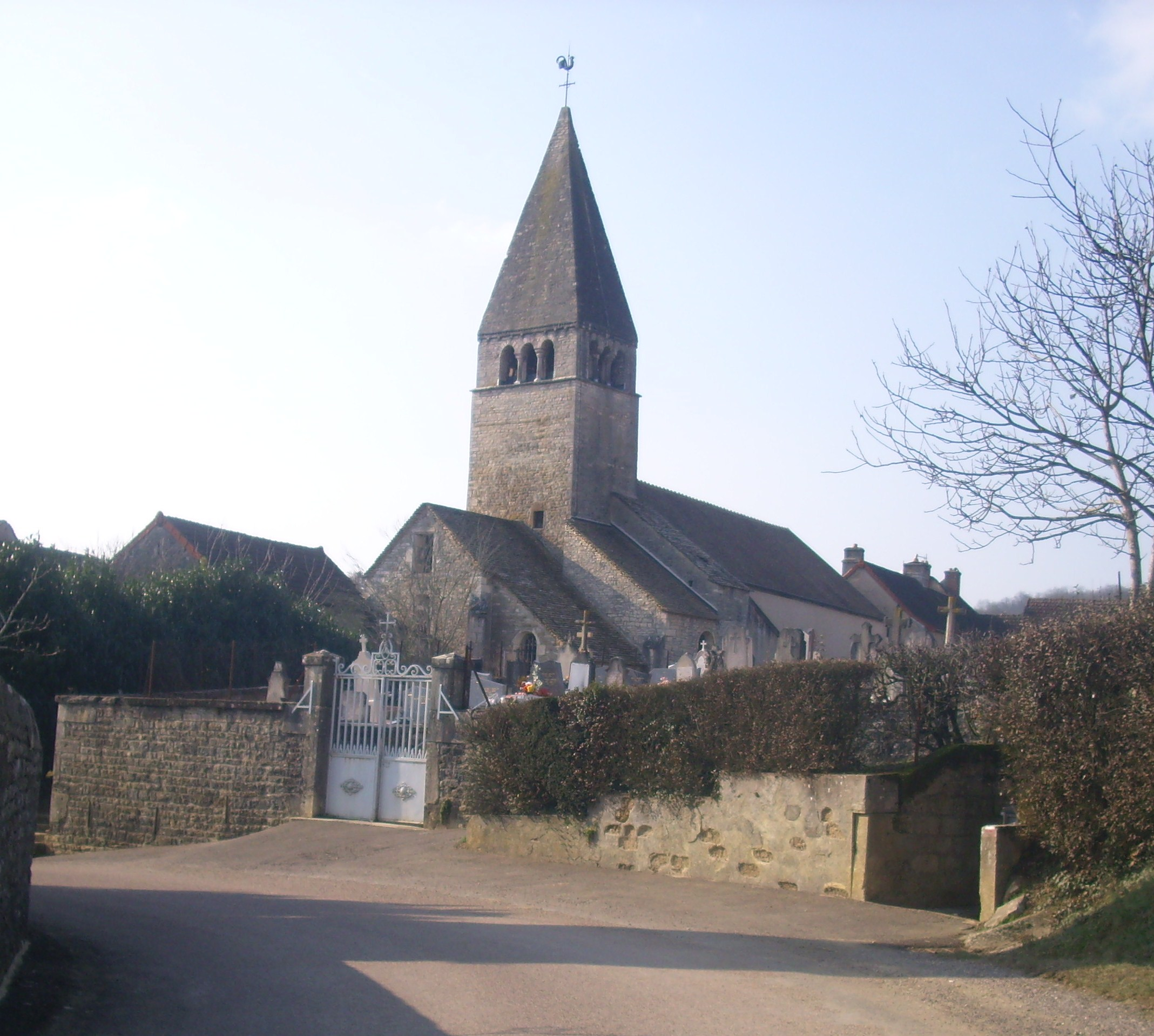
Église et cimetière.
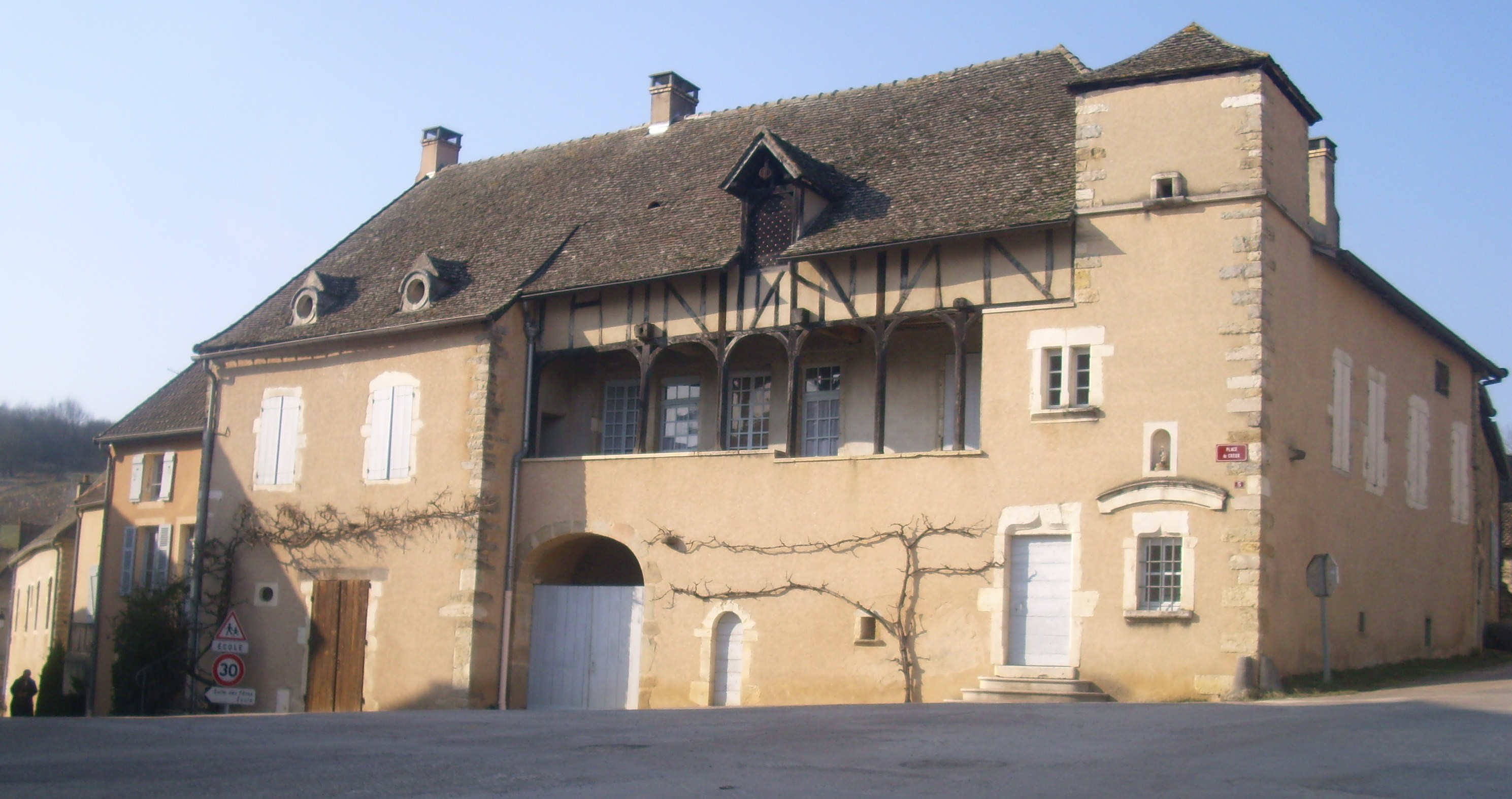
Vieille maison à galerie.

### Patrimoine culturel
Il y a une dizaine d'associations dans ce village (Patrimoine de l'église de Jambles, Saint-Vincent, Club du Mont Avril, les « rAts d'Arts » qui organise des expositions et de merveilleux spectacles et concerts dans une cave d'une parfaite authenticité 26 rue de la Côte-Chalonnaise, gymnastique volontaire...).

### Personnalités liées à la commune
- La famille Niépce[36] : La famille de Nicéphore Niépce possédait des vignobles à Jambles. Avant la Révolution cette famille était même l'un des plus importants propriétaires terriens (« domaine des Niépce-Barrault »). Outre Nicéphore connu pour son invention de la photographie, du pyréolophore (premier moteur à combustion interne), Abel Niépce, né à Saint-Cyr fut à l'origine de la découverte de la radioactivité. Dès le XVe siècle, on trouve un certain Huguenin Niesse entre Jambles et Saint Désert. Reyne Niépce épouse de Jacques Poupet figure en 1766 sur le registre de la confrérie du saint Sacrement. Barthélémy Nolet, vieille famille jambloise, était viticulteur des Niépce sur les vignobles de Jambles en 1817. On trouve également des Niépce à Moroges, Saint-Désert et Saint-Martin-sous-Montaigu outre bien sûr la branche établie à Saint-Loup-de-Varennes. La croix du Mont-Avril à Jambles a été érigée d'après un vœu familial par Isidore Niépce, fils de Joseph Nicéphore, et son épouse Eugénie de Champmartin le 24 novembre 1839, en hommage à l'invention de la photographie. On peut s'y rendre en empruntant le GR7.

## Galerie photos

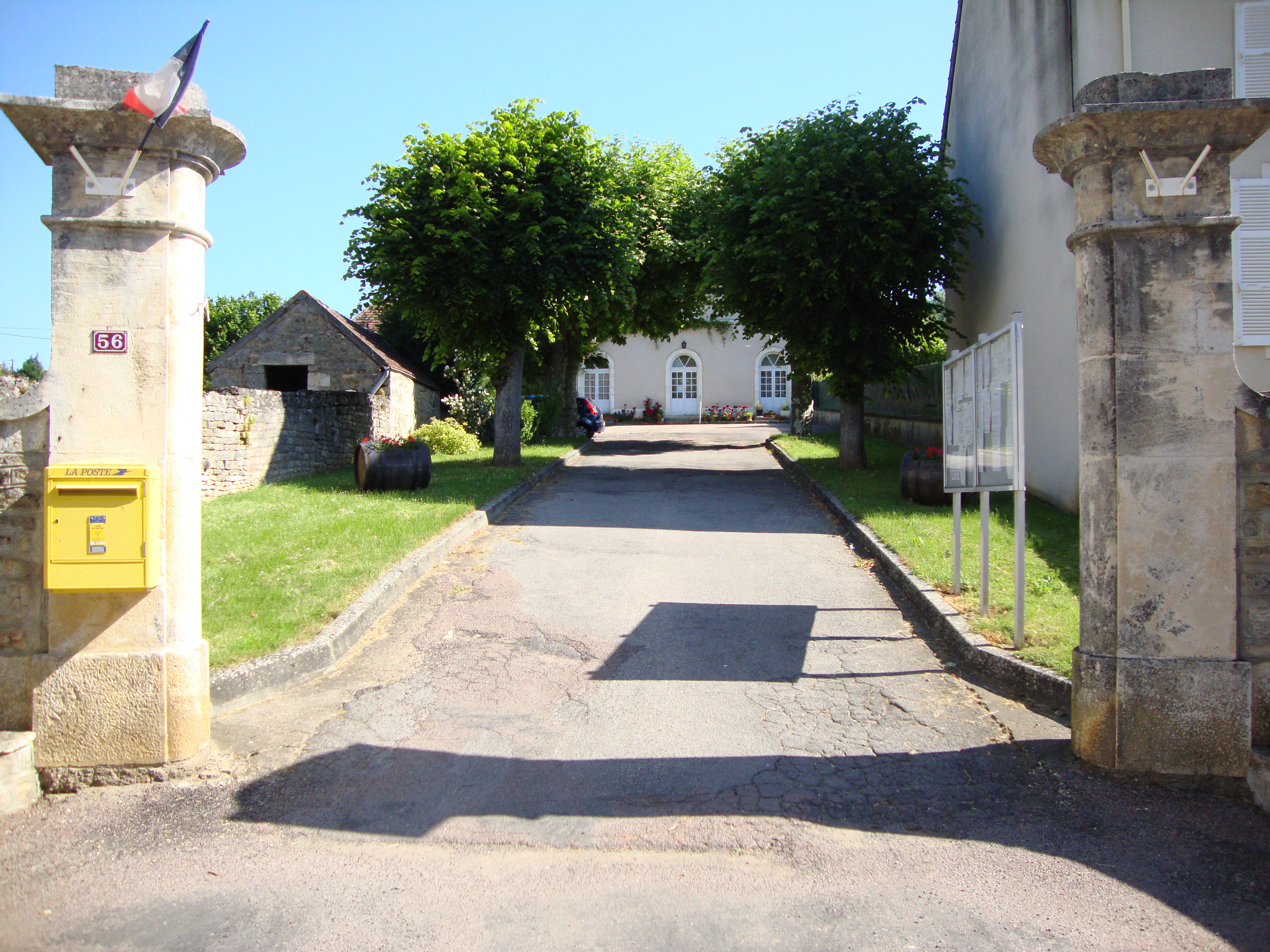
Mairie.
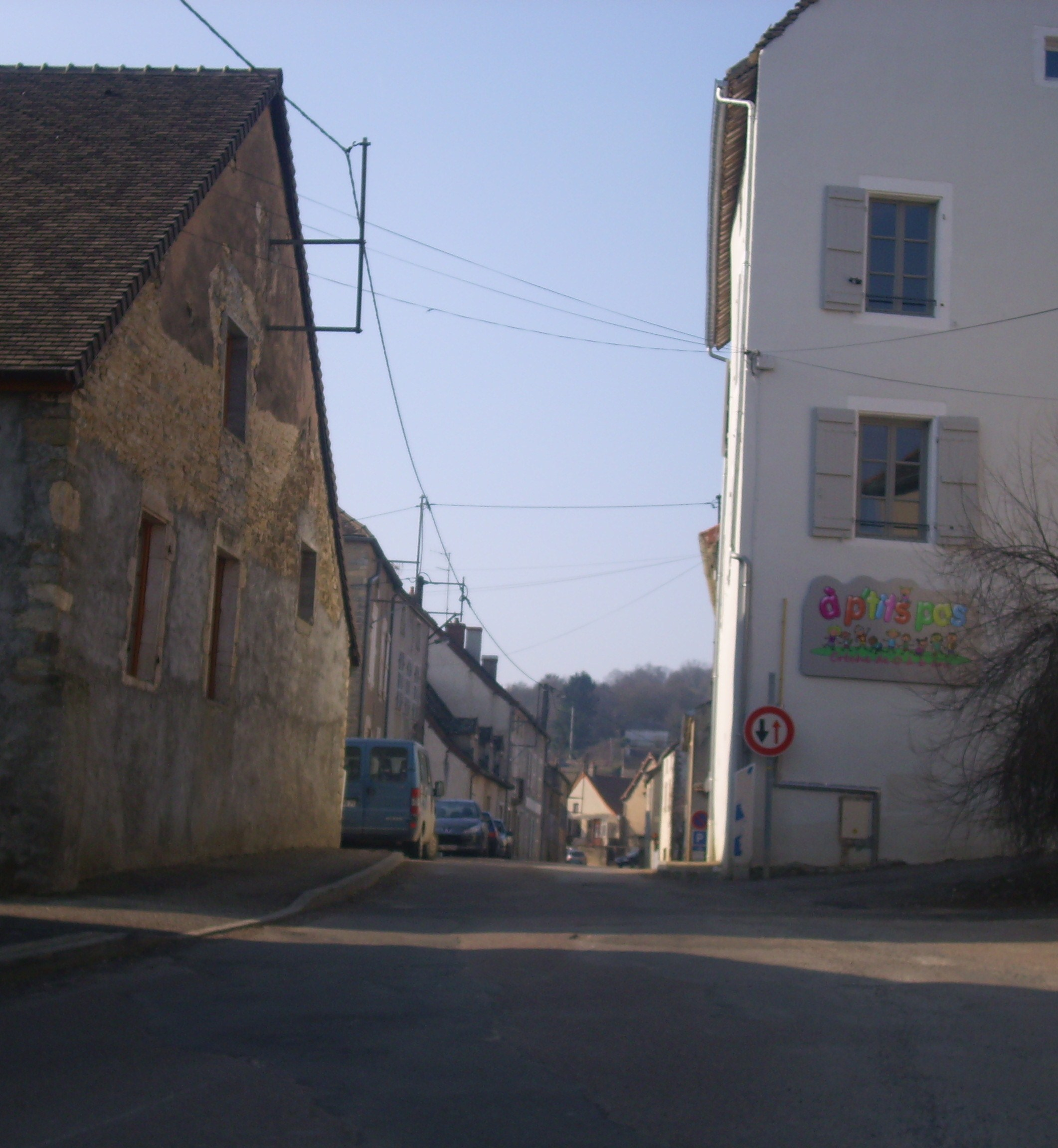
Une des rues de Jambles, vers la micro-crèche.
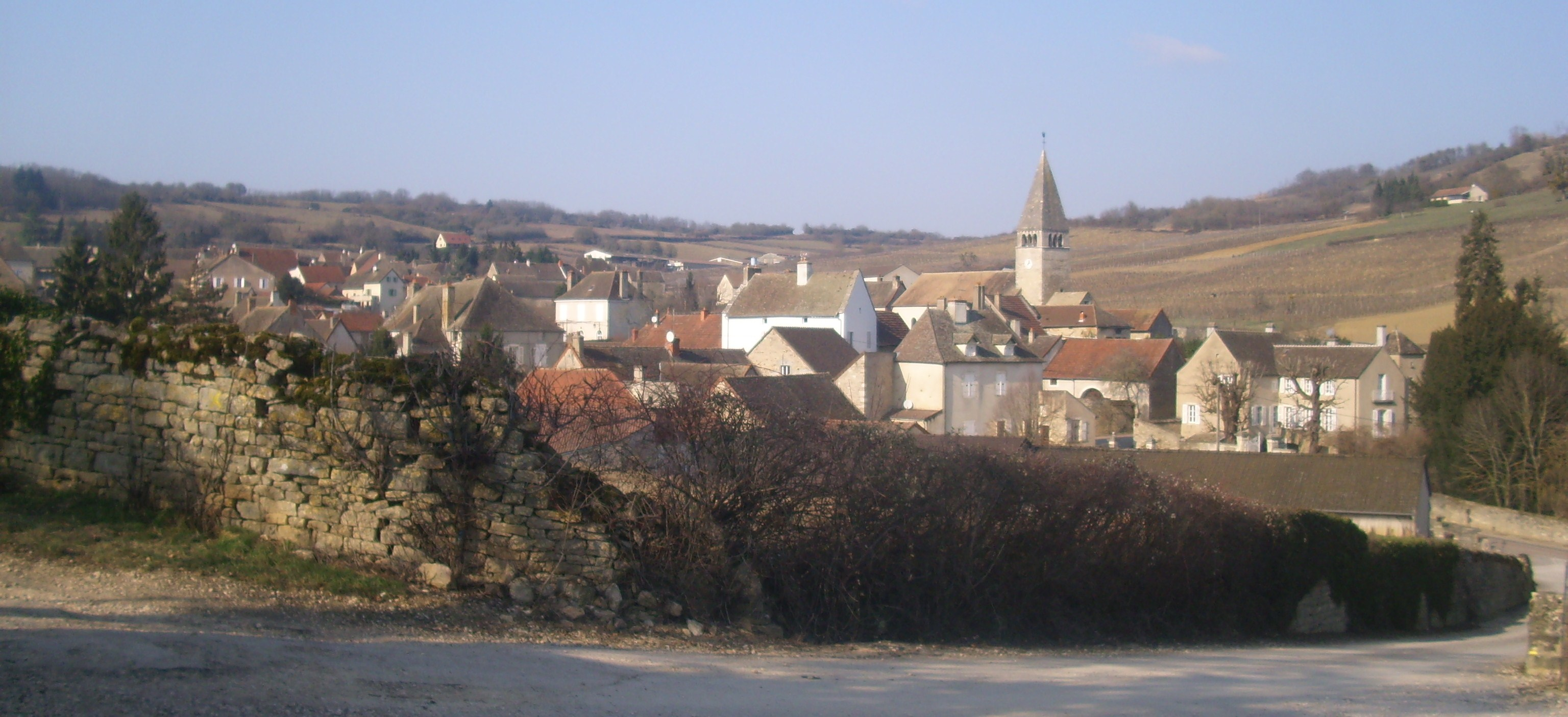
Vue d'une partie du village.
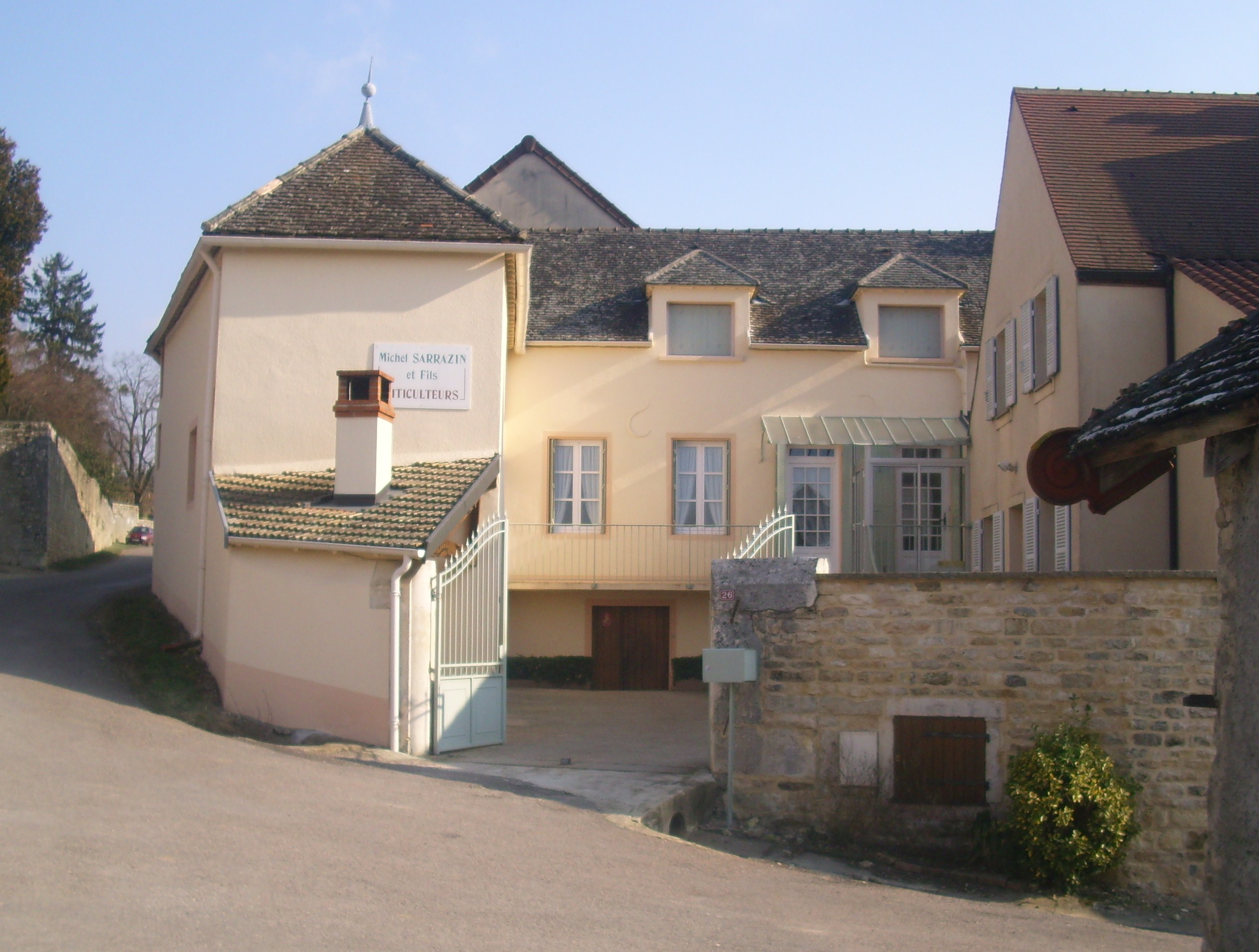
Un des domaines viticoles du village.

## Pour approfondir